# 沃斯克列谢诺夫卡村委员会
沃斯克列谢诺夫卡村委员会（俄语：Воскресеновский сельсовет）是俄罗斯联邦阿斯特拉罕州利曼区所属的一个村委员会。其下辖有1个居民点，行政中心为沃斯克列谢诺夫卡。据2015年统计，该村委员会的人口为249人。